# Szuzuki Aguri
Szuzuki Aguri (japánul:铃木亜久里, Tokió, 1960. szeptember 8. –) japán autóversenyző. 1988 és 1995 között a Formula–1-es világbajnokság rendszeres résztvevője volt, ez időszak alatt 88 világbajnoki futamon vett részt, legjobb eredménye egy 3. hely az 1990-es japán nagydíjról. Ezek után a Formula Nippon és az IRL sorozatokban versenyzett. 2006 és 2008 között ő volt a tulajdonosa a Formula–1-ben szereplő Super Aguri istállónak, mely anyagi gondok miatt kényszerült kiállni a sportágból.

## Pályafutása

### Korai évek
Szuzuki először gokartozni kezdett 1972-ben 12 évesen. 1978-ban megnyerte hazája gokartbajnokságát és 1979-ben már debütált az All-Japan Formula–3-as sorozatban. 1981-ben azonban visszatért hazája gokartbajnokságába, azt meg is nyerte, 1983-ban pedig ezüstérmes lett az All-Japan Formula–3-as szériájában. Ezek után a japán túraautó bajnokságban tűnt fel, ahol megnyerte a világbajnoki címet a Nissan gyári csapatával. Ugyanebben az évben debütált a Formula–2-ben és részt vett a Le Mans-i 24 órás autóversenyeken is. 1987-ben szerepelt a Formula Nippon sorozatban is, a következő évben pedig világbajnoki címet szerzett a Yamaha csapatával.

### Formula–1
1988. október 30-án debütált a sportágban hazai versenyén, akkor a sérült Yannick Dalmas versenyzőt helyettesítette a Larrousse csapat színeiben, egy Lola-Ford-ot vezetve .Szuzuki a 16. helyezést érte el. (39 aktív versenyző volt ekkor a sportágban, a versenyen 26-an indultak el, mert a 9 leglassabb autó nem kvalifikálta magát már az péntek reggeli 1 órás előselejtezőn sem, majd a szombati időmérés után további négy  pilóta is búcsúzott a nagydíjtól még a futam kezdete előtt). 
1989-ben a német Zakspeed-Yamaha autóját vezethette, hála a Yamaha támogatásának, de a versenyképtelen autóval egyszer sem sikerült túljutni a péntek reggeli 1 órás előselejtezőn sem. (csapattársának is csak kétszer sikerült a bravúr)
Az 1990-es, illetve az 1991-es szezonban Szuzuki továbbra is maradt a Larrousse csapatnál. Megszerezte az első dobogós helyezését és a leggyorsabb kört a japán nagydíjon, ezzel a sportág történetében ő volt az első ázsiai versenyző, aki dobogós helyezést ért el egy Formula–1-ben. Ezek után a sportágban sokan felfigyeltek teljesítményére, más csapatok is szívesen látták volna soraikban.
1992-ben a Footwork csapatnál folytatta pályafutását egészen az 1993-as szezon végéig. Csapattársai Michele Alboreto, majd Dereck Warwick voltak. A két év alatt elég gyengén teljesített, pontot nem szerzett. 1995-ben a Ligier csapathoz szerződött, ahol egy pontot szerzett. Ez évben összeütközött Mika Salóval Buenos Airesben, nyaki sérülést szenvedett, erre hivatkozva ezek után bejelentette, hogy visszavonul a sportágtól.
Szuzuki a Formula–1-ben összességében egy dobogós helyezést szerzett, 8 pontot gyűjtött össze. Ő volt a második legsikeresebb ázsiai versenyző Nakadzsima Szatoru után, azonban pár évtized múltán teljesítményüket túlszárnyalta Szató Takuma és Kobajasi Kamui.

### A Formula–1 után
2000-ben a GT300 sorozatban Szuzuki megalapította az ARTA (Autobacs Racing Team Aguri) csapatot, ahol korábban világbajnoki címet szerzett. 2002-ben részt vett a DTM sorozatban, itt nem ért el nagy sikereket. Később pedig az IRL-ben alapított csapatot Super Aguri Fernandnez Racing néven, melynek leghíresebb versenyzője Adrian Fernandez volt vele együtt. Szuzuki a Super GT sorozatban is részt vett, a csapata igazgatója Cucsija Keijcsi volt, az ő hatására a GT300 sorozatban az ASL Garaiya szponzor segítségével kifejlesztett egy új autótípust, a Honda-HSV-10 GT-t.

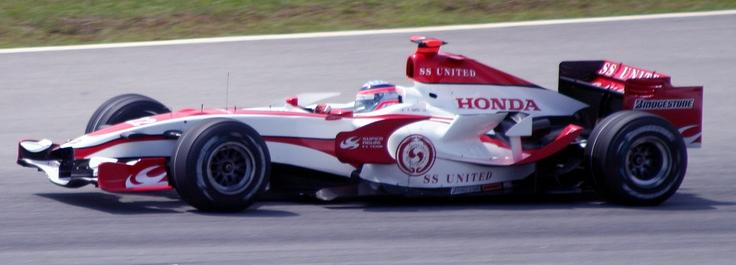
Szató Takuma vezeti a Super Aguri autóját 2007-ben a maláj nagydíjon.

2006-ban Szuzuki Aguri négy és fél hónappal az évadnyitó előtt bejelentette, hogy csapatot alapít a Formula–1-ben, így egy új konstruktőr indult a versenyeken Super Aguri néven, melynek a Honda szállított motorokat. A csapat legismertebb versenyzője a szintén japán Szató Takuma volt. A csapat teljesítette a szezon előtti akadályokat, mert nem volt biztos, hogy a pénzügyek miatt indul a bajnokságban, azonban a FIA 2006. január 26-án bejelentette, hogy részt vehet a konstruktőrök között és a szezonnyitón, a bahreini nagydíjon pedig már rajthoz is álltak. 2008. május 6-án azonban a csapat bejelentette, hogy kiszáll a bajnokságból anyagi problémák miatt.

## Eredményei
Le Mans-i 24 órás autóverseny
| Év   | Csapat            | Autó                   | Csapattárs        | Csapattárs        | Helyezés | Kiesés oka  |
| ---- | ----------------- | ---------------------- | ----------------- | ----------------- | -------- | ----------- |
| 1986 | Nissan Motorsport | Nissan R86V            | Kazuyoshi Hoshino | Keiji Matsumoto   | Kiesett  | ?           |
| 1987 | Nissan Motorsport | Nissan R87E            | Masahiro Hasemi   | Takao Wada        | Kiesett  | Elektronika |
| 1988 | Nissan Motorsport | Nissan R88C            | Kazuyoshi Hoshino | Takao Wada        | Kiesett  | Motorhiba   |
| 1990 | Toyota Team Tom’s | Toyota 90C             | Johnny Dumfries   | Roberto Ravaglia  | Kiesett  | Baleset     |
| 1996 | Nismo             | Nissan Skyline GT-R LM | Masahiko Kondō    | Masahiko Kageyama | 18.      |             |
| 1997 | Nissan Motorsport | Nissan R390 GT1        | Eric van de Poele | Riccardo Patrese  | Kiesett  | Olajpumpa   |
| 1998 | Nissan Motorsport | Nissan R390 GT1        | Kazuyoshi Hoshino | Masahiko Kageyama | 3.       |             |

Teljes Formula–1-es eredménysorozata
| Év   | Csapat                 | Modell             | Motor           | 1      | 2      | 3      | 4      | 5      | 6      | 7      | 8       | 9       | 10      | 11      | 12      | 13      | 14      | 15      | 16      | 17  | Helyezés | Pont |
| ---- | ---------------------- | ------------------ | --------------- | ------ | ------ | ------ | ------ | ------ | ------ | ------ | ------- | ------- | ------- | ------- | ------- | ------- | ------- | ------- | ------- | --- | -------- | ---- |
| 1988 | Larrousse Calmels      | Lola LC88          | Cosworth V8     | BRA    | SMR    | MON    | MEX    | CAN    | DET    | FRA    | GBR     | GER     | HUN     | BEL     | ITA     | POR     | ESP     | JPN 16  | AUS     |     | -        | 0    |
| 1989 | West Zakspeed Racing   | Zakspeed 891       | Yamaha V8       | BRA Nk | SMR Nk | MON Nk | MEX Nk | USA Nk | CAN Nk | FRA Nk | GBR NeK | GER NeK | HUN NeK | BEL NeK | ITA NeK | POR NeK | ESP NeK | JPN NeK | AUS NeK |     | -        | 0    |
| 1990 | Espo Larrousse F1      | Lola LC89          | Lamborghini V12 | USA Ki | BRA Ki |        |        |        |        |        |         |         |         |         |         |         |         |         |         |     | 12.      | 6    |
| 1990 | Espo Larrousse F1      | Lola 90            | Lamborghini V12 |        |        | SMR Ki | MON Ki | CAN 12 | MEX Ki | FRA 7  | GBR 6   | GER Ki  | HUN Ki  | BEL Ki  | ITA Ki  | POR 14  | ESP 6   | JPN 3   | AUS Ki  |     | 12.      | 6    |
| 1991 | Larrousse F1           | Larrousse Lola L91 | Cosworth V8     | USA 6  | BRA Ni | SMR Ki | MON Ki | CAN Ki | MEX Ki | FRA Ki | GBR Ki  | GER Ki  | HUN Ki  | BEL Nk  | ITA Nk  | POR Ki  | ESP Nk  | JPN Ki  | AUS Nk  |     | 22.      | 1    |
| 1992 | Footwork Mugen-Honda   | Footwork FA13      | Mugen-Honda V10 | RSA 8  | MEX Nk | BRA Ki | ESP 7  | SMR 10 | MON 11 | CAN Nk | FRA Ki  | GBR 12  | GER Ki  | HUN Ki  | BEL 9   | ITA Ki  | POR 10  | JPN 8   | AUS 8   |     | -        | 0    |
| 1993 | Footwork Mugen Honda   | Footwork FA13B     | Mugen-Honda V10 | RSA Ki | BRA Ki |        |        |        |        |        |         |         |         |         |         |         |         |         |         |     | -        | 0    |
| 1993 | Footwork Mugen Honda   | Footwork FA14      | Mugen-Honda V10 |        |        | EUR Ki | SMR 9  | ESP 10 | MON Ki | CAN 13 | FRA 12  | GBR Ki  | GER Ki  | HUN Ki  | BEL Ki  | ITA Ki  | POR Ki  | JPN Ki  | AUS 7   |     | -        | 0    |
| 1994 | Sasol Jordan           | Jordan 194         | Hart V10        | BRA    | PAC Ki | SMR    | MON    | ESP    | CAN    | FRA    | GBR     | GER     | HUN     | BEL     | ITA     | POR     | EUR     | JPN     | AUS     |     | -        | 0    |
| 1995 | Ligier Gitanes Blondes | Ligier JS41        | Mugen Honda V10 | BRA 8  | ARG Ki | SMR 11 | ESP    | MON    | CAN    | FRA    | GBR     | GER 6   | HUN     | BEL     | ITA     | POR     | EUR     | PAC Ki  | JPN Ni  | AUS | 17.      | 1    |

## Lásd még
- Autobacs Racing Team Aguri
- Super Aguri F1